# Рас-Танура – Катіф
Рас-Танура – Катіф – трубопровід на сході Саудівської Аравії, який задіяний у транспортуванні зрідженого нафтового газу (ЗНГ, пропан-бутанова фракція) для потреб внутрішніх споживачів.
Ще з кінця 1950-х нафтопереробний завод у Рас-Танурі здійснював відвантаження ЗНГ на внутрішній ринок. В 1985-му за пару десятків кілометрів на захід від Рас-Танури у Катіфі ввели в дію новий термінал для роботи з ЗНГ, який мав 4 сферичні резервуари загальною ємністю 72 тисячі барелів та 4 слоти для завантаження ЗНГ в автоцистерни. Доставку сюди ЗНГ організували по трубопроводу діаметром 250 мм, який починався на НПЗ та перетинав на своєму шляху затоку Тарут.
В 2004-му спорудили новий трубопровід для транспортування пропан-бутанової фракції між Рас-Танурою та Катіфом, який відомий під абревіатурою RTQB-1. Він був виконаний в тому ж діаметрі 250 мм, проте вже мав довжину 48 км.
Також можливо відзначити, що за час свого існування термінал ЗНГ в Катіфі був суттєво розширений та отримав додатково два циліндричні резервуари та кілька десятків слотів для завантаження автоцистерню